# 大隅郡
大隅郡（日语：／ Ōsumi gun */?）是過去位于日本鹿兒島縣的一個郡，已於1887年被分割為北大隅郡和南大隅郡。
過去的範圍包括了現在的垂水市、錦江町、南大隅町和櫻島。

## 歷史
為713年大隅國從日向國分出時即存在的四郡之一（另外三郡為：肝杯郡、囎唹郡、姶羅郡），當時的範圍包括了現在的大隅半島西岸以及櫻島。
在1871年實施廢藩置縣後，先後隸屬鹿兒島縣、都城縣，最後又歸屬鹿兒島縣。